# Rio Mecom
O Mekong no Laos
Mecom ou Mecão (Mekong) é um dos maiores rios do mundo e está localizado no Sudeste da Ásia.
Com um comprimento variável entre 4 350 e 4 990 km, é o 13.° mais longo e 10.° mais volumoso (descarrega 475 km³ de água anualmente) rio do mundo, drenando uma área de 795 000 km². Nasce no Planalto do Tibete e depois percorre a província chinesa de Iunã, além de Mianmar, Tailândia, Laos, Camboja e Vietname.
O nome vem dos idiomas tailandeses e significa Mae Nam Khong, onde Mae é traduzido como Mãe, e Nam como água. A bacia do Mecom tem uma das biodiversidades mais ricas do mundo. Mais de 1 200 espécies de peixe já foram descobertas na área e são uma fonte vital para a dieta da população local.
No Mecom superior, ao longo da porção nordeste, na fronteira com o Laos, o rio é relativamente limpo e possui uma fluidez considerável. A água tende a ser neutra com um pH variando de 6,9 a 8,2 e o nível de nutrientes é baixo. Na parte baixa do Mecom, a água é turva, especialmente durante a época de chuvas. Devido a erosão dos barrancos ao longo da margem, a água passa a ter uma coloração amarelada, cor de terra. A temperatura do rio varia de 21,1 a 27,8 °C e o pH entre 6,2 e 6,5.
Nesse rio, à altura da Tailândia com o Laos ocorre um fenômeno em que esferas flamejantes saem dele e ascendem ao céu. Esse evento é associado à serpente mitológica Naga. Os cientistas tailandeses não chegaram a uma explicação plausível sobre as bolas de fogo. Em 2003, uma equipe de cientistas do Ministério de Ciência e Tecnologia da Tailândia não pôde chegar a nenhuma conclusão, embora tenha levantado a hipótese de que este fenômeno fosse produto da ignição de gases de metano e nitrogênio originados por bactérias no fundo do rio.

## Galeria

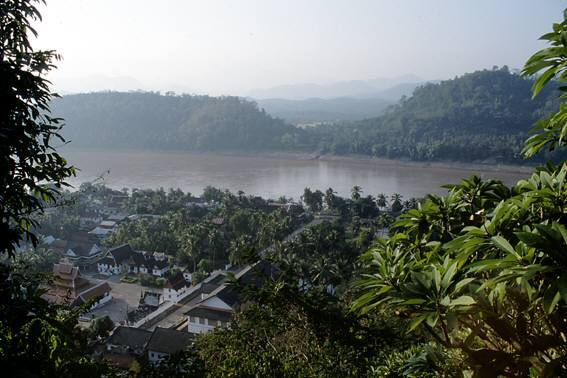
Mecom na cidade Luang Prabang, Laos
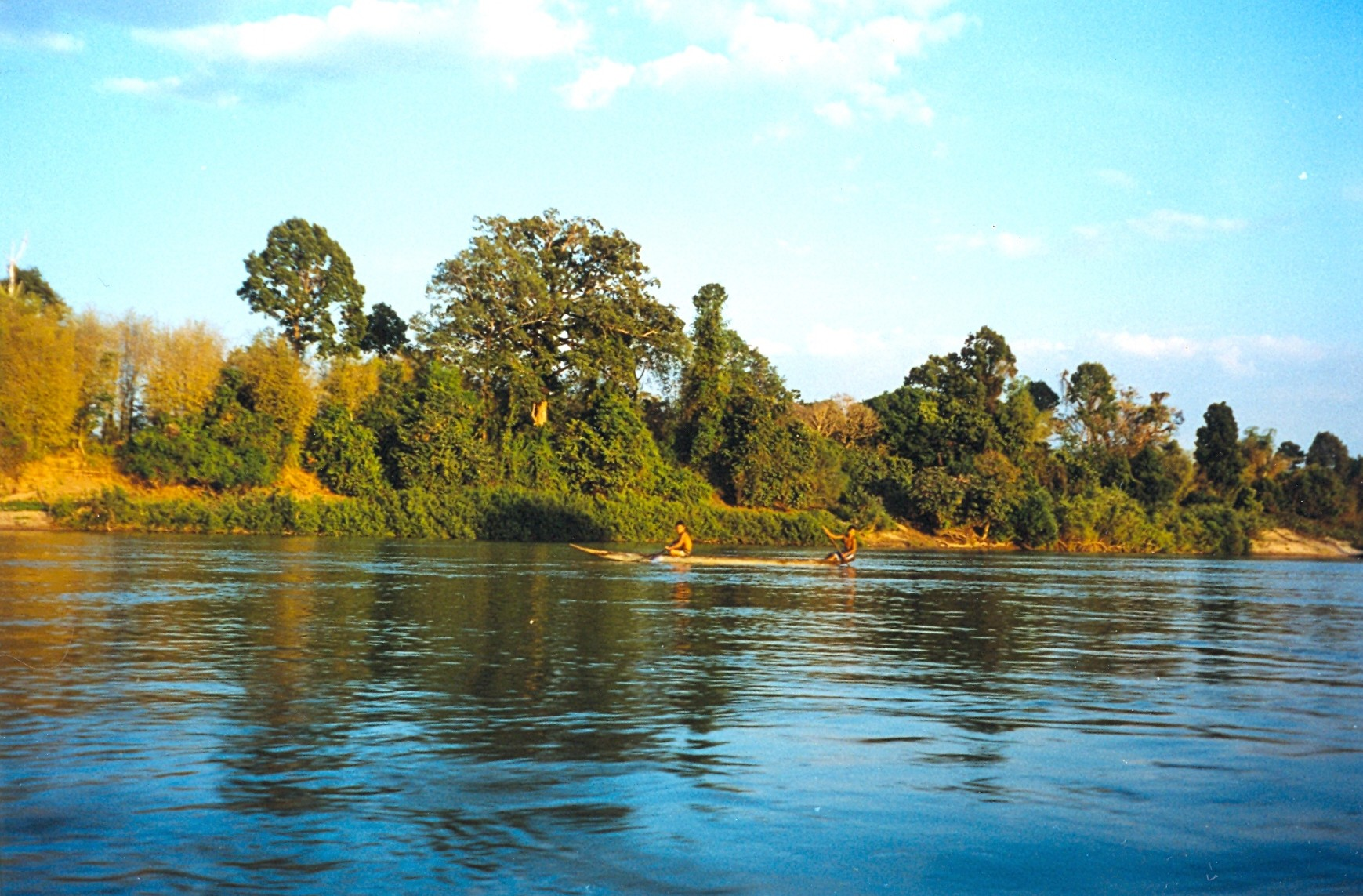
Mecom no sul do Laos
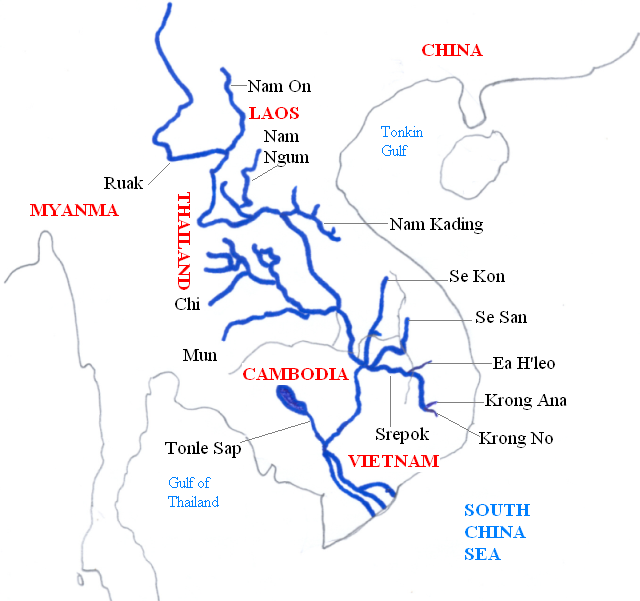
Afluentes do Mecom